# 天堂鳥 (電視劇)
《天堂鳥》（Bird of Paradise）是香港亞洲電視製作的時裝劇集，於1984年4月首播，共50集。故事策劃為程潔茵、鄭丹瑞，監製為劉嘉豪，主要演員有劉雪華、魏秋華、麥翠嫻、劉緯民、曾偉權、羅樂林、吳剛、蔡倩兒等。
劉雪華繼成名作《少女慈禧》後再次演出亞洲電視劇集。
本劇以鳥類天堂鳥為劇名比喻香港人不畏困難、契而不捨，終生為追尋幸福而努力。帶出劇中故事各女主角不同的人生際遇和追求美好生活的嚮往。

## 演員表
- 劉雪華 飾 葉敏
- 魏秋樺 飾 韋秀華 (Eva)
- 麥翠嫻 飾 施薇
- 劉緯民 飾 韋浩華
- 曾偉權 飾 韋志華
- 羅樂林 飾 方紹成
- 吳剛 飾 陳耀雄
- 蔡倩兒 飾 Irene
- 吳鳳華 飾 周美君
- 梁舜燕 飾 韋夫人
- 江濤 飾 韋馬棠
- 王偉 飾 馮德森
- 熊德誠 飾 倪漢良
- 金興賢 飾 周振武
- 李顯明 飾 金方
- 李力群 飾 方紹祖
- 關偉倫 飾 Raymond
- 甘山 飾 黑龍
- 蕭山仁 飾 白吉
- 蔡國慶 飾 周彪
- 凌文海 飾 馬Sir
- 朱德惠 飾 花仔榮
- 陳植槐 飾 老差骨
- 伍永森 飾 七叔
- 黃秋生 飾 Paul
- 楊雅潔 飾 Nancy
- 鄭文霞 飾 葉敏母
- 李亨 飾 葉敏父